# クリスティアン・リバス
クリスティアン・ヨナイケル・リバス・ビエルマ（Christian Yonaiker Rivas Vielma, 1997年1月20日 - ）は、ベネズエラ・メリダ州メリダ出身のサッカー選手。リーガFUTVE・エストゥディアンテス・デ・メリダ所属。ポジションはMF。

## クラブ経歴
ユース時代から地元のエストゥディアンテス・デ・メリダで過ごし、2015年シーズンにトップチームに昇格。7月13日の国内リーグのポルトゥゲサFC戦でプロデビュー。同年11月9日のミロネス・デ・グアヤナ戦でプロ初ゴールを記録。翌2016年シーズンから先発に定着し、2019年シーズンは自己最高のリーグ戦38試合に出場した。

## 代表歴
2017 南米ユース選手権に、U-20のベネズエラ代表として出場。代表は3位に入り、2017 FIFA U-20ワールドカップの出場権を獲得するも、リバスは代表から落選。2020年には2020年東京オリンピック出場権を賭けたCONMEBOLプレオリンピック大会に、U-23代表で出場した。

## 人物
- 次弟のロナルド・リバスと三弟のエドソン・リバスもサッカー選手で、三兄弟揃ってエストゥディアンテス・デ・メリダでプレーしている。